# Радісне (Скадовський район)
Радісне — село в Україні, у Скадовській міській громаді Скадовського району Херсонської області. Населення становить 278 осіб.

## Історія
До 2016 року село носило назву Комунарівка.
Відповідно до Розпорядження Кабінету Міністрів України від 12 червня 2020 року № 726-р «Про визначення адміністративних центрів та затвердження територій територіальних громад Херсонської області» увійшло до складу Скадовської міської громади.
24 лютого 2022 року село тимчасово окуповане російськими військами під час російсько-української війни.

## Населення
Згідно з переписом УРСР 1989 року чисельність наявного населення села становила 251 особа, з яких 110 чоловіків та 141 жінка.
За переписом населення України 2001 року в селі мешкало 280 осіб.

### Мова
Розподіл населення за рідною мовою за даними перепису 2001 року:
| Мова       | Відсоток |
| ---------- | -------- |
| українська | 98,20 %  |
| російська  | 1,44 %   |
| молдовська | 0,36 %   |